# Баяутский район
Баяутский район (узб. Boyovut tumani / Боёвут тумани) — административная единица в Сырдарьинской области Узбекистана. Административный центр — городской посёлок Баяут.

## История
Баяутский район был образован в составе Ташкентской области в 1955 году. 14 декабря 1959 года упразднён с передачей территории в подчинение городу Янгиеру. В 1963 году восстановлен в составе Сырдарьинской области под названием Янгиерский район. В 1965 году переименован в Баяутский район.

## Административно-территориальное деление
По состоянию на 1 января 2011 года, в состав района входят:
4 городских посёлка:
1. Баяут,
2. Бекат,
3. Дустлик,
4. Марказ.

12 сельских сходов граждан:
1. Алмазар,
2. Баяут,
3. Галлакор,
4. Дарбазакыр,
5. Дехканабад,
6. Дустлик,
7. Лайлакуль,
8. Маданият,
9. Мингчинар,
10. Тинчлик,
11. Усманабад,
12. имени Ж. Усманова.

## Известные уроженцы
- Халима Худайбердиева (1947—2018) — советская и узбекская поэтесса, журналист, редактор, общественный деятель, народный поэт Узбекистана (1992).